# Шенонг
Шенонг (神農, Shénnóng,што се различито може превести као "божански фармер" или "божански сељак", "пољопривредни Бог"), такође познат као Вагашен (五穀神 "Пет зрна" или " Бог пет житарица"), је митолошко кинеско божанство у кинеској народној религији и поштован је као митолошки владар мудраца праисторијске Кине.
Шенонг се понекад убраја међу три суверена (позната и као "три краља" или "три заштитника"), група древних божанстава или обожаваних краљева. .Сматрало се да је Шенонг научио древне Кинезе не само њихову пољопривредну праксу, већ и употребу биљних лекова. Шенонг је заслужан за разне изуме: ту спадају мотика, плуг, секира, копање бунара, пољопривредно наводњавање,конзервирање чуваног семена коришћењем куваног коњског урина, недељно тржиште пољопривредника, кинески календар (посебно подела на 24 jieqi  или соларних термина), и прецизирао терапијско разумевање мерења пулса, акупунктуру и моксибусе, и церемонију захвалности за жетву (Zhaji Жртвени обред, касније познат као Лађи обред).
"Шенонг" се такође може сматрати његовим људима, Шенонг-ши (Кинески: 神農氏; пинјин: Shénnóngshì; буквално: `Шенонг калн`).

## Митологија
У кинеској митологији Шенонг је људе научио употреби плуга заједно са другим аспектима основне пољопривреде, употребу лековитих биљака, и био је бог горућег ветра (можда у некој вези са митом о цару Јану и / или пољопривреду за резање и спаљивање, у којој пепео створен ватром ђубри поља). Такође је понекад причано да је потомак, или да је био постављен за једног од његових министара, Чијуа (и попут њега, имао је главу вола, оштре рогове и бронзано чело). Једна разлика између митологије и науке је један пример у кинеској митологији. Шенонг се такође сматра оцем цара Хуанга (黃帝) који је наследио тајне медицине, бесмртности и стварања злата. Према коментару историчара Сима Џена из 8. века, Шенонг је сродник Жутог цара и за њега се каже да је предак или патријарх древних предака Кинеза.

## Популарна религија
Према неким верзијама митова о Шенонгу, на крају је умро услед својих истраживања о својставу биљака експериментишући на сопственом телу, након што је, у једном од својих тестова, појео је жути цвет корова који је проузроковао да његова црева пукну пре него што је успео да прогута антидотални чај: зато што је дао свој живот за човечанство, тада је добио посебну част и славили су га као краљ медицине (藥王 Yàowáng). Жртвовање крава или волова за Шенонга у његовим различитим манифестацијама никада није уопште прикладно; уместо тога су свиње и овце прихватљиве. Такође се могу користити ватромет и тамјан, посебно на појави његове статуе на његов рођендан, лунарни 26. април, према народној традицији. Под његовим различитим именима, Шенонг је заштитничко божанство посебно пољопривредника, трговца пиринчем и практичара традиционалне кинеске медицине. Постоје многи храмови и друга места посвећена његовој комеморацији.

## Историја
Поуздане информације о историји Кине пре 13. века пре нове ере могу потицати само из археолошких доказа, зато што је Кина прва успоставила писани систем на трајном медију, скрипта мудре кости, до тада није постојала. Стога конкретно постојање чак и династије Сја- за коју се сматра да је наследник Шенонга - тек треба да се докаже, упркос напорима кинеских археолога да повежу ту династију са археолошким налазиштима из бронзаног доба.
Међутим,Шенонг, и као појединац и као клан, су веома битни у историји културе - посебно у погледу митологије и популарне културе. Заиста, Шенонг се често појављује у историјској литератури.

## Шенонг у књижевности
Сима Ћен (司马迁) спомиње да су владари који су непосредно претходили Жутом цару били из куће (или друштвене групе) Шенонга (神农). Сима Џен, који је додао пролог за записе Великог историчара (史记), рекао да му је презиме Ђанг (姜), и наставио је са списком његових наследника. Старија и познатија референца је у Huainanzi-у; она говори о томе како су пре Шенонга људи били болесни, желели, гладовали и били болесни; али потом их је научио пољопривреду, коју је и сам истраживао, јео је стотине биљака - и чак је конзумирао седамдесет отрова у једном дану.  Шенонг се такође појављује у књизи популарно познатој на енглеском језику као I Ching. Овде се помиње да долази на власт после завршетка куће (или владавине) Паошиа (Фуси), такође изумује плуг савијеног дрвета, грабље за сечу, подучава ове вештине другима и успоставља подневно тржиште. Друга референца је у Lüshi Chunqiu-у, помињући неко насиље у вези са успоном куће Шенонг и да је њихова моћ трајала седамнаест генерација.
Shénnóng Běn Cǎo Jīng је књига о пољопривреди и лековитом биљу која се приписује Шенонгу. Истраживања сугеришу да се ради о компилацији усмених предаја, написаних између 200. и 250. године пре нове ере.

## Популарна култура
Као што је горе, Шенонг се каже у Huainanzi-у да је пробао стотине биљака како би тестирао њихову медицинску вредност. Најпознатије дело приписано  Шенонгу је Shénnóng Běn Cǎo Jīng, први пут састављна у неко време крајем династије Хан - неколико хиљада година након што је Шенонг можда постојао. У овом раду су наведене разне лековите биљке, попут храстове сјајнице, које је Шенонг открио и којима је дао оцене и реткост. Сматра се најранијом кинеском фармакопејом, а укључује 365 лекова који се добијају из минерала, биљака и животиња. Шенонг је заслужан за идентификацију стотина медицинских (и отровних) биљака личним тестирањем њихових својстава, што је било пресудно за развој традиционалне кинеске медицине. Легенда каже да је Шенонг имао провидно тело, па је на тај начин могао да види ефекте различитих биљака и биља на себи. За чај, који делује као антидот против отровних ефеката седамдесетак биљака, такође се наводи да је његово откриће. Прво га је пробао Шенонг, око 2437. године пре нове ере, из лишћа чаја на горућим гранчицама чаја, након што су их је врући ваздух однео из ватре, слетивши у његов котао вреле воде. Шенонг је цењен као отац кинеске медицине. Верује се да је увео и технику акупунктуре.
Каже се да је Шенонг играо улогу у стварању гуженга, заједно с Фусијем и Жутим царем. Знанствени радови спомињу да је очинска породица чувене династије Сунг, генерал Ју Феј, настала у Шенонгу.

## Места
Шенонг је повезан са одређеним географским локалитетима, укључујући Shennongjia, у Хубеју, где су се лестве од ратана које је користио за пењање на локални планински ланац претвориле у огромну шуму. Поток Шенонг се одавден улива у реку Јангцекјанг.

## Галерија
- Shennongding: "Шенонгов врх", повезан је с причом да је Шенонг имао мердевине којима се пењао горе и низ планину, а које су се касније претвориле у локалну шуму.
- Шенонг дегустира биљке да би тестирао њихове квалитете
- Шенонгов храм у Тајвану - где се штује под именима краљ Јан, Бог пет зрна, Велики цар Шенонг, предак пољопривреде, Велики цар медицине, Бог Земље и Бог поља.
- Шенонг (Shinnō на јапанском) дегустира биља како би открио њихове квалитете; карактеристична, иконичка поза која се често користи у Шенонговим приказима; у овом случају из јапанске слике из 19. века.
- Шенонг као што је приказао Ган Бозонг, принт дрвета, династија Танг (618-907)